# Vilão

Estereótipo clássico para vilões utilizado em muitos desenhos animados, onde, notavelmente, a expressão facial evidencia malignidade.

Vilão (do latim medieval "villanu-") inicialmente era na época da Idade Média um tipo de servo intimo do senhor feudal, com menos deveres e maiores privilégios pessoais e econômicos, uma pessoa que não pertencia à nobreza feudal e que habitava urbanamente em vilas. Servo era o trabalhador feudal e, havia vários graus de servidão. Devido a tal distanciamento dos outros servos que faziam o trabalho mais duro do feudo, tanto nas terras do senhor feudal como nas arrendadas (Vassalagem), os vilões perdiam simpatia, assim virando um termo com sentido pejorativo.
Modernamente, o termo "vilão" virou um personagem modelo (arquétipo), sendo usado para se referir a alguém que pratica atos malignos ou indignos em proveito próprio (geralmente por ambição ou vingança). No arquipélago da Madeira, o termo continua sendo usado para descrever as pessoas não pertencentes às classes sociais mais altas e que habitam as zonas mais rurais.

## Etimologia
A palavra "vilão" refere-se ao habitante de uma vila, com origem na palavra latina "villanu", referindo-se a alguém ligado a uma villa - uma grande quinta ou plantação agrícola, no Império Romano - significando, portanto, um camponês. Na Idade Média, o termo passou a equivaler a um não nobre, e pessoa grosseira. Significando alguém não nobre, o termo "vilão" passou, modernamente, a ser usado para se referir a alguém que pratica atos não nobres ou indignos, como o roubo, o homicídio ou a violação. Os camponeses medievais eram os maiores alvos. Na Península Ibérica e Itálica, os vilões eram descendentes de antigos proprietários romanos.

## Idade Média
Na época do feudalismo, o vilão era um descendente de camponeses livres, e, assim, poderia deixar o feudo se o quisesse. Tal como os servos, os vilões deviam, aos senhores, o pagamento da talha e a corveia.
No Portugal medieval, o termo "vilão" referia-se a um cidadão de uma cidade, vila ou concelho, não pertencendo à nobreza. Os vilões com condições econômicas e sociais mais elevadas ascendiam a cavaleiros-vilões, sendo obrigados a possuir armas e cavalos, para combater como cavaleiros na hoste do Rei.

## Narratologia
Em narratologia e nos estudos de literatura e roteiro, um vilão é a encarnação do mal em relatos históricos e trabalhos de ficção. Cumprem o papel de antagonista ante o herói/protagonista.
Geralmente, é uma figura ardilosa, que utiliza suas habilidades com o intuito de prejudicar alguém ou conseguir algo que deseja de formas escusas. Muitas vezes com planos, que são aplicados ao longo da trama, prejudicando normalmente o protagonista, mas ao término, é de praxe que para ter um final aceitável aos olhos do público, o vilão tem seu plano arruinado de forma heroica pelo personagem principal.